# Già gân trả đũa
Già gân trả đũa (tên gốc tiếng Anh: Going in Style) là một phim điện ảnh trộm cướp hài hước của Mỹ năm 2017 do Zach Braff đạo diễn và Theodore Melfi biên kịch. Đây là bộ phim làm lại từ tác phẩm Going in Style ra mắt năm 1979, với sự tham gia diễn xuất của Morgan Freeman, Michael Caine, Alan Arkin, Joey King, Matt Dillon, Christopher Lloyd, Ann-Margret và John Ortiz. Nội dung phim xoay quanh câu chuyện về kế hoạch đánh cướp ngân hàng của ba ông lão sau khi bị mất trắng toàn bộ tiền lương hưu.
Phim được công chiếu ra mắt tại Rạp SVA vào ngày 30 tháng 3 năm 2017 và được khởi chiếu tại Mỹ, Việt Nam cùng nhiều quốc gia khác vào ngày 7 tháng 4 năm 2017. Phim nhận được nhiều ý kiến đánh giá hỗn tạp từ giới phê bình chuyên môn và thu về 82,1 triệu USD so với mức kinh phí đầu tư 25 triệu USD.

## Nội dung
Tại thành phố Manhattan, Mỹ, Joe là một ông già đã nghỉ hưu, sống chung với cô con gái làm nghề y tá và đứa cháu ngoại thiếu tình thương của cha. Với mong muốn cho cháu gái được học trong một ngôi trường bài bản, ông trông cậy vào từng đồng lương hưu của bản thân. Hai ông bạn già nhà bên là Albert và Willie cũng chẳng khá khẩm gì hơn vì một người phải sống lay lắt bằng số tiền ít ỏi kiếm được từ những lớp dạy saxophone cho trẻ con, còn một người đang đối diện với căn bệnh hiểm nghèo nhưng lại không đủ tiền chi trả bảo hiểm.
Sau khi công ty thép nơi họ từng cống hiến 30 năm lao động tuyên bố giải thể, cắt bỏ quỹ lương hưu, bộ ba bị dồn vào thế chân tường. Không còn lối thoát, Joe đành phải kêu gọi hai người bạn của mình đi cướp ngân hàng.

## Diễn viên
- Morgan Freeman vai Willie Davis
- Michael Caine vai Joe Harding
- Alan Arkin vai Albert Garner
- Joey King vai Brooklyn[5][6]
- Maria Dizzia vai Rachel Harding
- Matt Dillon vai Đặc vụ Hamer
- Ann-Margret vai Annie Santori
- Christopher Lloyd vai Milton Kupchak
- Annabelle Chow vai Lucy
- Kenan Thompson vai Keith Schonfield
- Siobhan Fallon Hogan vai Mitzi.
- John Ortiz vai Jesus Garcia
- Peter Serafinowicz vai Murphy

## Sản xuất
Ngày 12 tháng 10 năm 2012, tin tức cho biết hai hãng New Line Cinema và Warner Bros. đang cùng nhau phát triển một phiên bản làm lại của bộ phim trộm cướp hài hước năm 1979 Going in Style, với Theodore Melfi chịu trách nhiệm cho phần kịch bản. Donald De Line được chỉ định làm nhà sản xuất cho phim, trong khi đó Tony Bill, nhà sản xuất cho bộ phim gốc, lại trở lại với vai trò sản xuất điều hành. Nhà biên kịch Melfi muốn thay đổi đoạn kết của phần phim gốc cho tươi sáng hơn, anh giải thích "Trong thời đại này, và thậm chí là tôi, tôi không muốn xem một bộ phim mà những người hùng tôi đã đấu tranh và yêu quý trong hai tiếng đồng hồ lại phải chết hay ngồi trong tù. Tôi muốn thấy họ tiếp tục đứng lên, và thật hoàn hảo khi họ tiếp tục đứng lên vào thời đại này khi mà ai nấy cũng đều ghét cay ghét đắng mấy cái ngân hàng. Vậy nên hãy để họ có một phi vụ thật hoàn hảo cùng với nhau, cướp ngân hàng, bỏ trốn và tiến về phía hoàng hôn."
Vào ngày 9 tháng 1 năm 2013, Don Scardino được thuê làm đạo diễn cho phim. Vào ngày 19 tháng 9 năm 2013, nhà biên kịch Melfi đang trong đàm phán cho vai trò đạo diễn. Tới ngày 19 tháng 11 năm 2014, các nguồn tin cho biết Zach Braff đang đàm phán để vào ghế đạo diễn cho phim, nhưng thông tin về đạo diễn chính thức vẫn chưa được công bố. Tới ngày 19 tháng 11 năm 2014, Morgan Freeman và Michael Caine được xác nhận sẽ vào hai trong ba vai chính của phim, và Dustin Hoffman cũng đang trong đàm phán cho vai chính thứ ba. Ngày 9 tháng 4 năm 2015, Alan Arkin được chính thức xác nhận sẽ vào vai chính thứ ba còn khuyết, giúp Già gân trả đũa sở hữu ba nhân vật chính đều được thủ vai bởi ba nam diễn viên từng chiến thắng giải Oscar cho nam diễn viên phụ xuất sắc nhất. Ngày 3 tháng 8 năm 2015, Joey King tham gia dàn diễn viên với vai cháu ngoại của nhân vật do Caine thủ vai. Tới ngày 10 tháng 8 năm 2015, Matt Dillon được tuyển vào dàn diễn viên với vai đặc vụ FBI Hamer, cũng trong ngày đó, Ann-Margret cũng được xác nhận sẽ tham gia bộ phim.
Quá trình quay phim chính được bắt đầu diễn ra tại Brooklyn, Thành phố New York vào ngày 3 tháng 8 năm 2015. Phim cũng được bấm máy tại Astoria, Queens.

## Phát hành
Già gân trả đũa được công chiếu vào ngày 7 tháng 4 năm 2017, vốn là ngày chiếu được Warner Bros rời từ ngày chiếu cũ 6 tháng 5 năm 2016.

### Doanh thu phòng vé
Tính đến  ngày 13 tháng 7 năm 2017, Già gân trả đũa đã thu về 45 triệu USD tại thị trường Mỹ và Canada, và 37,1 triệu USD tại các thị trường khác, nâng tổng doanh thu toàn cầu lên mức 82,1 triệu USD so với mức kinh phí sản xuất 25 triệu USD.
Tại Bắc Mỹ, phim được công chiếu cùng thời điểm với Xì Trum: Ngôi làng kỳ bí và The Case for Christ, và được dự đoán sẽ thu về 8 triệu USD từ 3.061 rạp chiếu trong dịp cuối tuần đầu tiên phim công chiếu. Doanh thu của phim đạt 4,2 triệu USD sau ngày đầu tiên công chiếu và 11,9 triệu USD sau ba ngày cuối tuần, vượt mức dự đoán với vị trí thí 4 ở doanh thu hòng vé. Trong dịp cuối tuần thứ hai phim thu về 6,3 triệu USD (giảm 47% sao với tuần đầu), và về thứ 5 ở doanh thu phòng vé.

### Đánh giá chuyên môn
Trên hệ thống tổng hợp kết quả đánh giá Rotten Tomatoes, phim nhận được 46% lượng đồng thuận dựa theo 134 bài đánh giá, với điểm trung bình là 5,3/10. Các chuyên gia của trang web nhất trí rằng, "Dù sở hữu dàn nhân vật chính gạo cội, Già gân trả đũa phụ thuộc nhiều vào tính hài hước và hơi quá mức an toàn." Trên trang Metacritic, phần phim đạt số điểm 50 trên 100, dựa trên 31 nhận xét, chủ yếu là những ý kiến hỗn tạp. Lượt bình chọn của khán giả trên trang thống kê CinemaScore cho phần phim điểm "B+" trên thang từ A+ đến F.
Cây viết Khánh Linh từ Zing.vn nhận định, "Quy tụ ba tên tuổi hàng đầu Hollywood, Già gân trả đũa mới chỉ dừng lại ở mức giải trí vừa đủ, phù hợp với đối tượng gia đình. Phiên bản mới khó lòng có thể gây ra tiếng vang như bộ phim năm 1979 từng làm được."